# Hauterive (Orne)
Pour les articles homonymes, voir Hauterive.
Hauterive est une commune française, située dans le département de l'Orne en région Normandie, peuplée de 459 habitants.

## Géographie

### Hydrographie
La commune est située dans le bassin Loire-Bretagne. Elle est drainée par la Sarthe, un bras de la Sarthe, la Vézone, le Betz, la Forêt, le ruisseau de Lailbert et le Péroncel,,.
La Sarthe, d'une longueur de 314 km, prend sa source dans la commune de Soligny-la-Trappe, au hameau de Somsarthe, c'est-à-dire "sommet de la Sarthe", à une altitude de 250 mètres. Sur une grande partie de son cours, elle marque alors la limite entre les départements de l'Orne et de la Sarthe et conflue avec la Mayenne à Angers à une altitude de 15 mètres, pour former la Maine. 
La Vézone, d'une longueur de 20 km, prend sa source dans la commune de Trémont et se jette  dans la Sarthe en limite de la commune et du Ménil-Brout, après avoir traversé huit communes. 
Le Betz, d'une longueur de 13 km, prend sa source dans la commune d'Écouves et se jette  dans la Sarthe en limite de la commune et de Semalle, après avoir traversé quatre communes. 

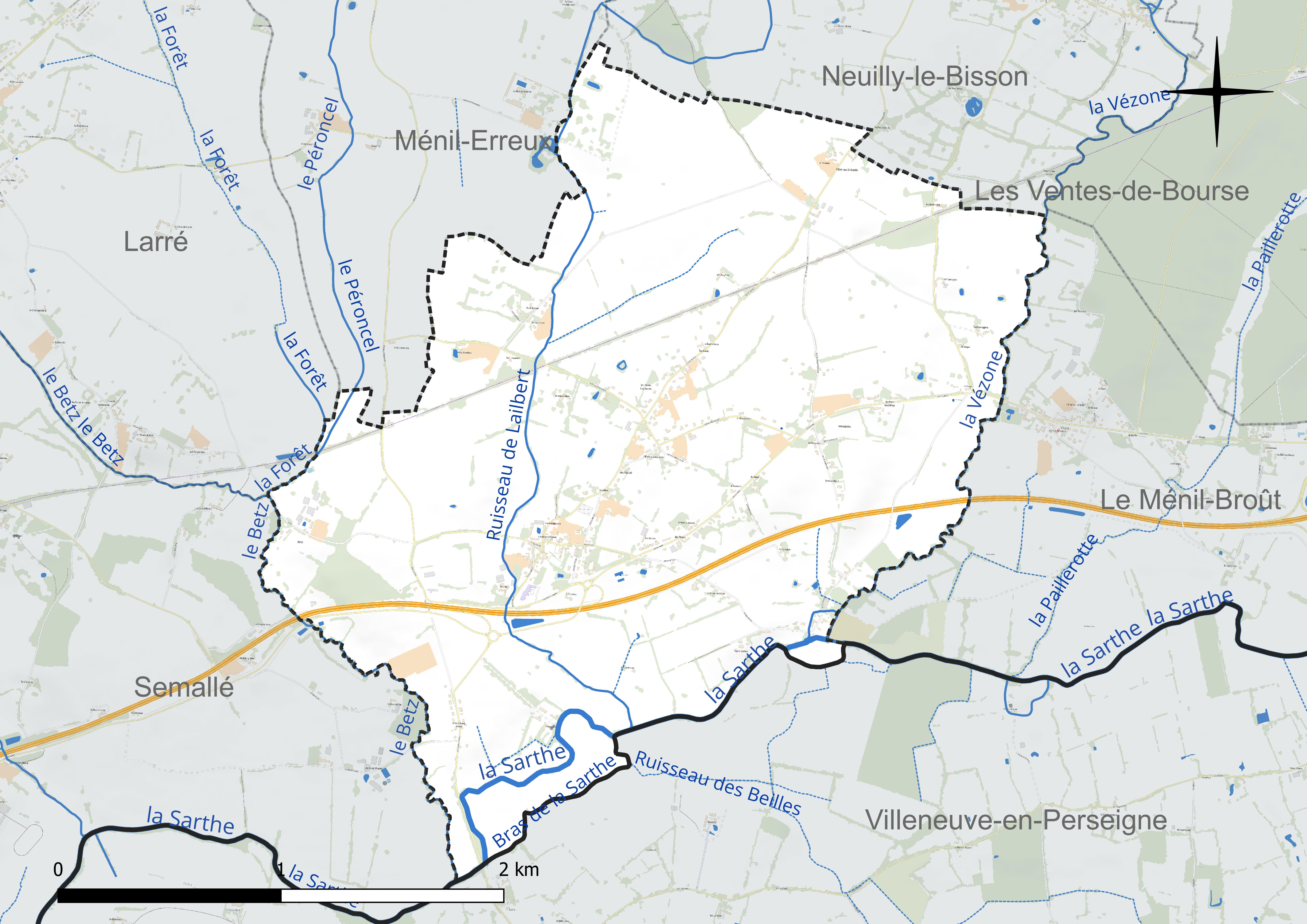
Réseau hydrographique d'Hauterive.

### Climat
Pour des articles plus généraux, voir Climat de la Normandie et Climat de l'Orne.
En 2010, le climat de la commune est de type climat océanique dégradé des plaines du Centre et du Nord, selon une étude du CNRS s'appuyant sur une série de données couvrant la période 1971-2000. En 2020, Météo-France publie une typologie des climats de la France métropolitaine dans laquelle la commune est exposée à un climat océanique altéré et est dans la région climatique Normandie (Cotentin, Orne), caractérisée par une pluviométrie relativement élevée (850 mm/a) et un été frais (15,5 °C) et venté. Parallèlement le GIEC normand, un groupe régional d’experts sur le climat, différencie quant à lui, dans une étude de 2020, trois grands types de climats pour la région Normandie, nuancés à une échelle plus fine par les facteurs géographiques locaux. La commune est, selon ce zonage, exposée à un « climat des plateaux abrités », se caractérisant par une pluviométrie et des contraintes thermiques modérées mais aussi, par effet de continentalité, des températures plus contrastées qu'au nord dans la plaine de Caen, avec communément 10 à 15 jours par an de plus de froid en hiver et de chaleur en été.
Pour la période 1971-2000, la température annuelle moyenne est de 10,6 °C, avec une amplitude thermique annuelle de 13,6 °C. Le cumul annuel moyen de précipitations est de 722 mm, avec 11,8 jours de précipitations en janvier et 7,4 jours en juillet. Pour la période 1991-2020, la température moyenne annuelle observée sur la station météorologique la plus proche, située sur la commune de Villeneuve-en-Perseigne à 5 km à vol d'oiseau, est de 10,8 °C et le cumul annuel moyen de précipitations est de 770,2 mm,. Pour l'avenir, les paramètres climatiques de la commune estimés pour 2050 selon différents scénarios d’émission de gaz à effet de serre sont consultables sur un site dédié publié par Météo-France en novembre 2022.

## Urbanisme

### Typologie
Au 1er janvier 2024, Hauterive est catégorisée commune rurale à habitat dispersé, selon la nouvelle grille communale de densité à sept niveaux définie par l'Insee en 2022.
Elle est située hors unité urbaine. Par ailleurs la commune fait partie de l'aire d'attraction d'Alençon, dont elle est une commune de la couronne,. Cette aire, qui regroupe 89 communes, est catégorisée dans les aires de 50 000 à moins de 200 000 habitants,.

### Occupation des sols
L'occupation des sols de la commune, telle qu'elle ressort de la base de données européenne d’occupation biophysique des sols Corine Land Cover (CLC), est marquée par l'importance des territoires agricoles (92,2 % en 2018), une proportion identique à celle de 1990 (92,2 %). La répartition détaillée en 2018 est la suivante : 
prairies (61,8 %), terres arables (29,3 %), zones urbanisées (7,8 %), zones agricoles hétérogènes (1 %). L'évolution de l’occupation des sols de la commune et de ses infrastructures peut être observée sur les différentes représentations cartographiques du territoire : la carte de Cassini (XVIIIe siècle), la carte d'état-major (1820-1866) et les cartes ou photos aériennes de l'IGN pour la période actuelle (1950 à aujourd'hui).

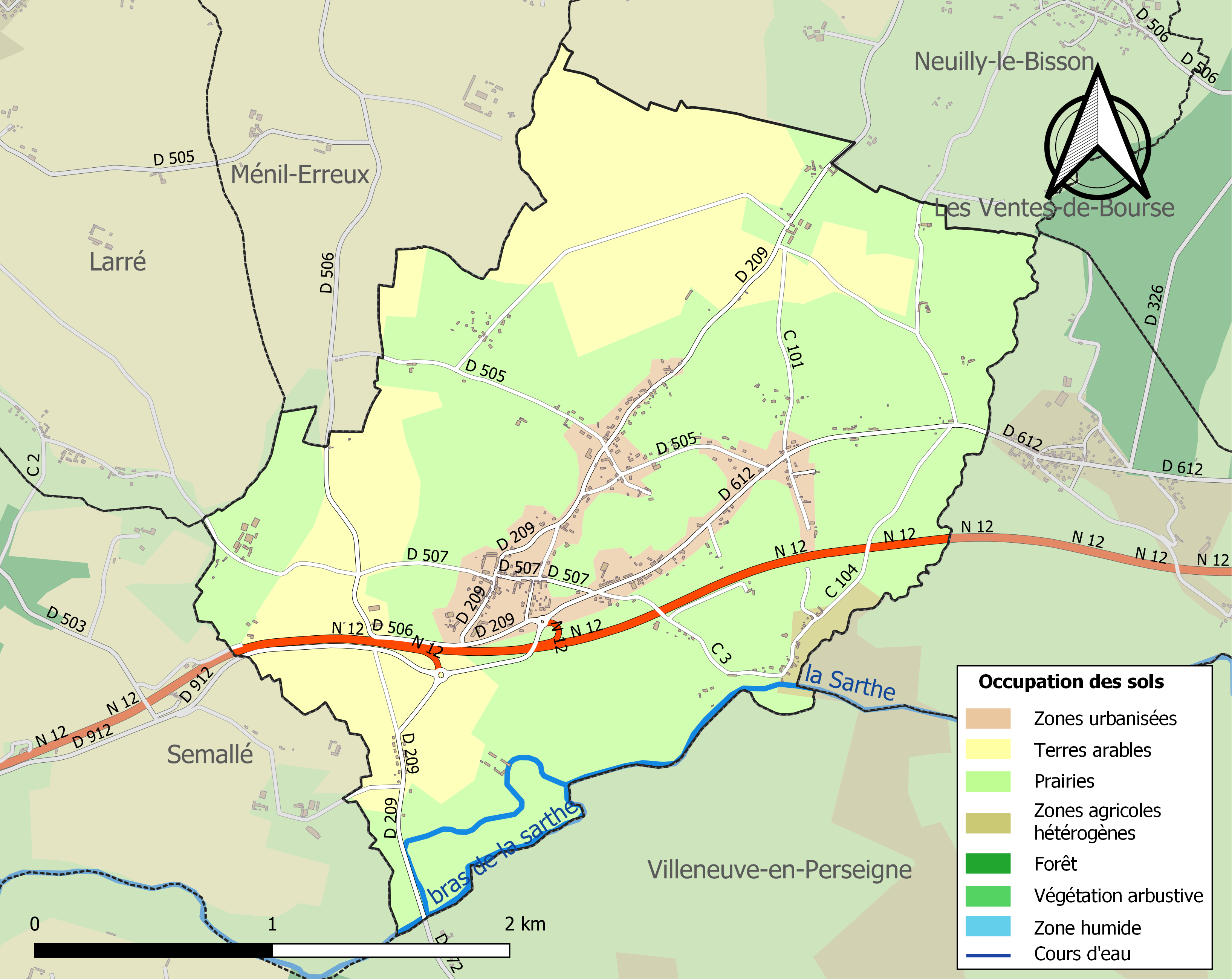
Carte des infrastructures et de l'occupation des sols de la commune en 2018 (CLC).

## Toponymie
Le nom de la localité est attesté sous la forme latinisée Altaripa en 1254 ; puis sous les formes d'oïl Hauterives en 1793 ; Hautrive en 1801.
De l'adjectif de la langue d'oïl haute et rive, signifiant la « rive haute », la « haute rive ».

## Histoire
Hauterive est située en bordure de la forêt de Bourse qui était très étendue à l’époque ; elle allait jusqu’à Bursard, Essay et Saint-Léger et était jointe au massif de Perseigne.
La Sarthe était une zone marécageuse; il y avait peu de point de passage : on sait qu’à cette époque il y avait des gués à Alençon et à Saint Léger ; on ne sait pas de quand date celui d’Hauterive.
La Vézone à l’ouest de la forêt de Bourse était un axe de circulation. Il était sans doute relié au chemin haussé normand, grande voie de communication provenant de Caen et passant par Sées,  Moulin la Marche et Tourouvre.  Ce chemin aboutissait dans doute à un gué sur la Sarthe. Le château de Saint Paul sur Sarthe est cité au début du XIe siècle. Il est probable qu’il défendait un point passage.
A l’ouest se trouve la grande voie de communication  Nord –Sud, l’ancienne voie romaine du Mans à Rouen par Sées; elle franchissait la Sarthe à Alençon.
Au nord, Il y avait l’axe stratégique de la seigneurie de Bellême reliant Bellême à Sées et franchissait la Sarthe au Mêle par un pont en bois.
Les Giroie (Saint-Ceneri-le-Gerei) sont seigneurs d’Hauterive au XIe siècle. C’est une famille importante et connue, restauratrice de l’abbaye de Saint-Évroult, dont l'église dépendait. Les religieux de Saint-Évroult avaient un manoir (le  siège d'un domaine agricole d'origine seigneuriale) et un fermier à Hauterive. Il a été reconstruit après la guerre de Cent Ans.
Vers 1190, la place d'Hauterive paraît être passée entre les mains de la famille Painel. Au XIIIe siècle, le seigneur du lieu est toujours un Painel, cité comme dominus de Alta Ripa
Au XIVe siècle, la possession du fief d’Hauterive aux religieux de Saint-Évroult est confirmée.
Le moulin est cité en 1261. À cette époque, on cite également le fief de la Héronnière (Robert des Planches) et Henri des Loges.
Une famille britannique descendante d’un chevalier passé en Angleterre sous Guillaume le Conquérant est connue en latin sous le nom de Alta Ripa et en français de Hauterive, mais les noms de leurs descendants ont été anglicisés en Dautry, Dautre, Dautrie, Dawtrey, de Hawtrey et d'Autrey.

## Politique et administration

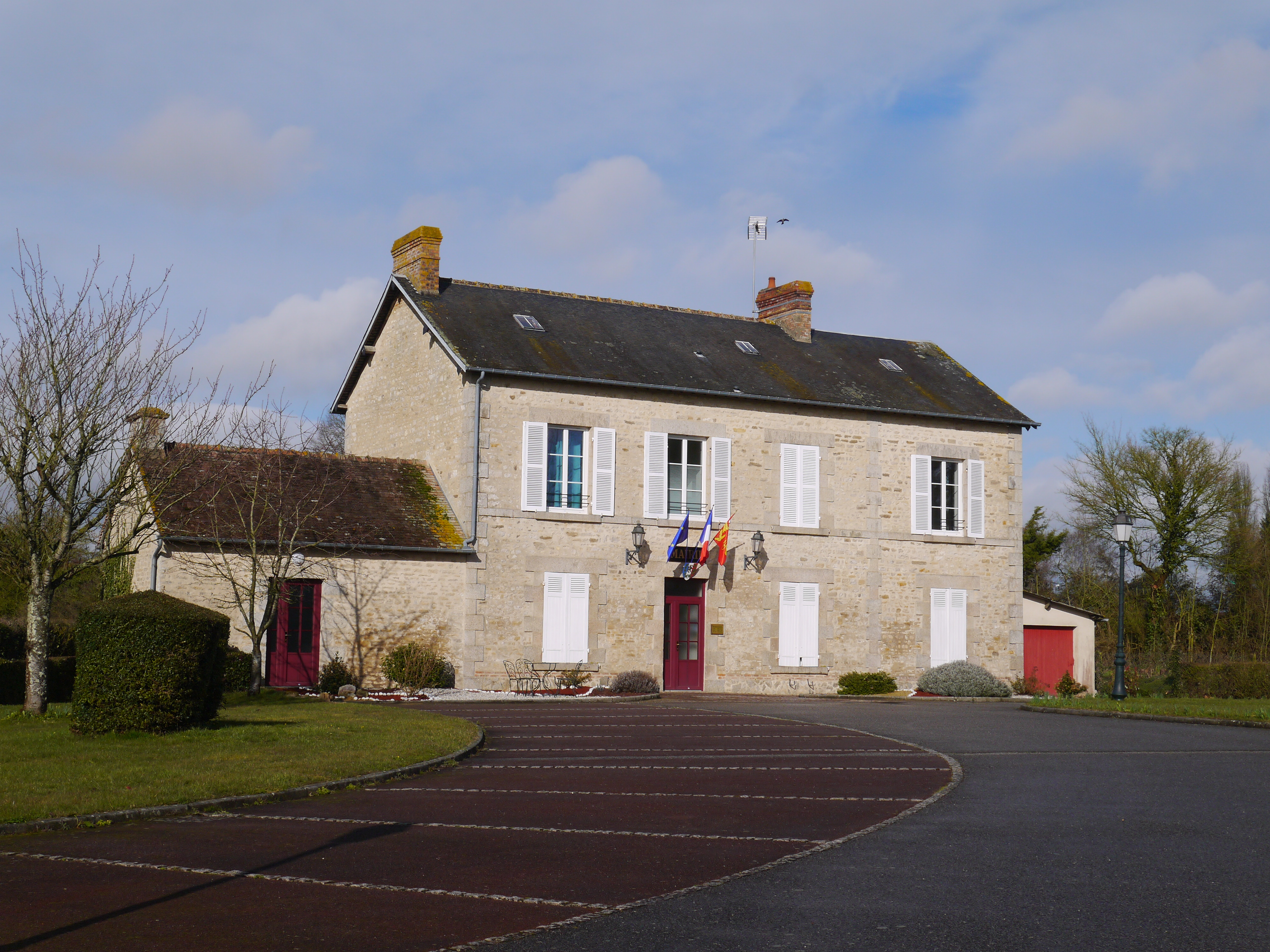
La mairie.

| Période                                  | Période   | Identité          | Étiquette | Qualité                |
| ---------------------------------------- | --------- | ----------------- | --------- | ---------------------- |
| (avant 1995)                             | mars 2008 | Gaston Thibault   |           |                        |
| mars 2008                                | mars 2014 | Pierre Chatellier | SE        | Sapeur pompier         |
| mars 2014                                | En cours  | Bruno Libert      | SE        | Directeur d'entreprise |
| Les données manquantes sont à compléter. |           |                   |           |                        |

## Démographie
L'évolution du nombre d'habitants est connue à travers les recensements de la population effectués dans la commune depuis 1793. Pour les communes de moins de 10 000 habitants, une enquête de recensement portant sur toute la population est réalisée tous les cinq ans, les populations de référence des années intermédiaires étant quant à elles estimées par interpolation ou extrapolation. Pour la commune, le premier recensement exhaustif entrant dans le cadre du nouveau dispositif a été réalisé en 2008.
En 2022, la commune comptait 459 habitants, en évolution de −4,57 % par rapport à 2016 (Orne : −3,21 %, France hors Mayotte : +2,11 %).
| 1793 | 1800 | 1806 | 1821 | 1836 | 1841 | 1846 | 1851 | 1856 |
| ---- | ---- | ---- | ---- | ---- | ---- | ---- | ---- | ---- |
| 400  | 389  | 467  | 498  | 536  | 550  | 535  | 553  | 560  |

| 1861 | 1866 | 1872 | 1876 | 1881 | 1886 | 1891 | 1896 | 1901 |
| ---- | ---- | ---- | ---- | ---- | ---- | ---- | ---- | ---- |
| 594  | 645  | 630  | 613  | 473  | 411  | 390  | 363  | 355  |

| 1906 | 1911 | 1921 | 1926 | 1931 | 1936 | 1946 | 1954 | 1962 |
| ---- | ---- | ---- | ---- | ---- | ---- | ---- | ---- | ---- |
| 330  | 321  | 319  | 336  | 337  | 285  | 331  | 323  | 320  |

| 1968 | 1975 | 1982 | 1990 | 1999 | 2006 | 2008 | 2013 | 2018 |
| ---- | ---- | ---- | ---- | ---- | ---- | ---- | ---- | ---- |
| 315  | 309  | 343  | 346  | 374  | 457  | 481  | 491  | 466  |

| 2022 | - | - | - | - | - | - | - | - |
| ---- | - | - | - | - | - | - | - | - |
| 459  | - | - | - | - | - | - | - | - |

## Culture locale et patrimoine

### Lieux et monuments
- Château des Loges des XVIIe – XVIIIe siècles partiellement inscrit au titre des monuments historiques par arrêté du 12 juillet 1995[29],[Note 5].
- Église Saint-Martin.
- Plaques de cocher.
- Monument aux morts.

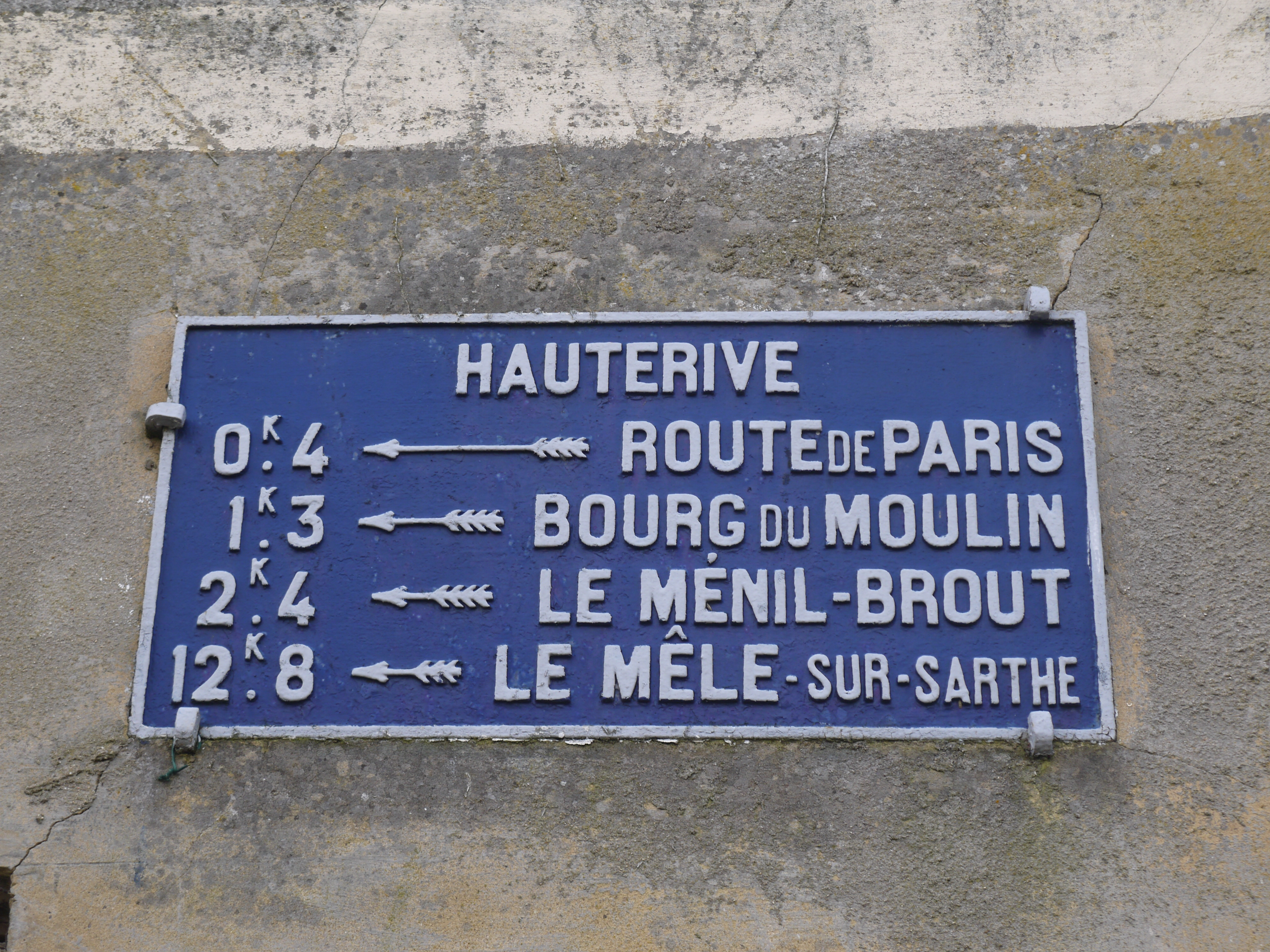
Plaque de cocher.
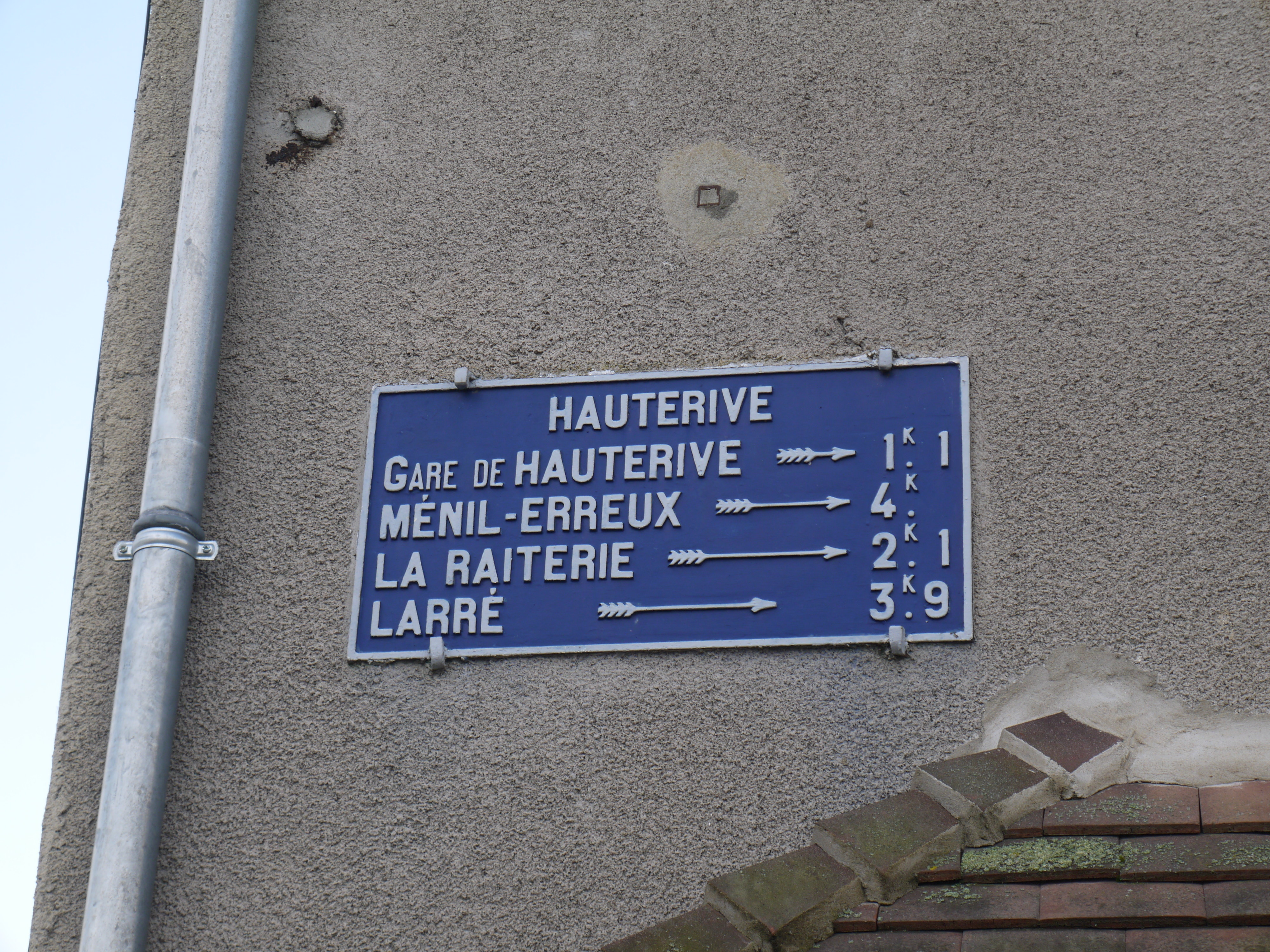
Plaque de cocher.
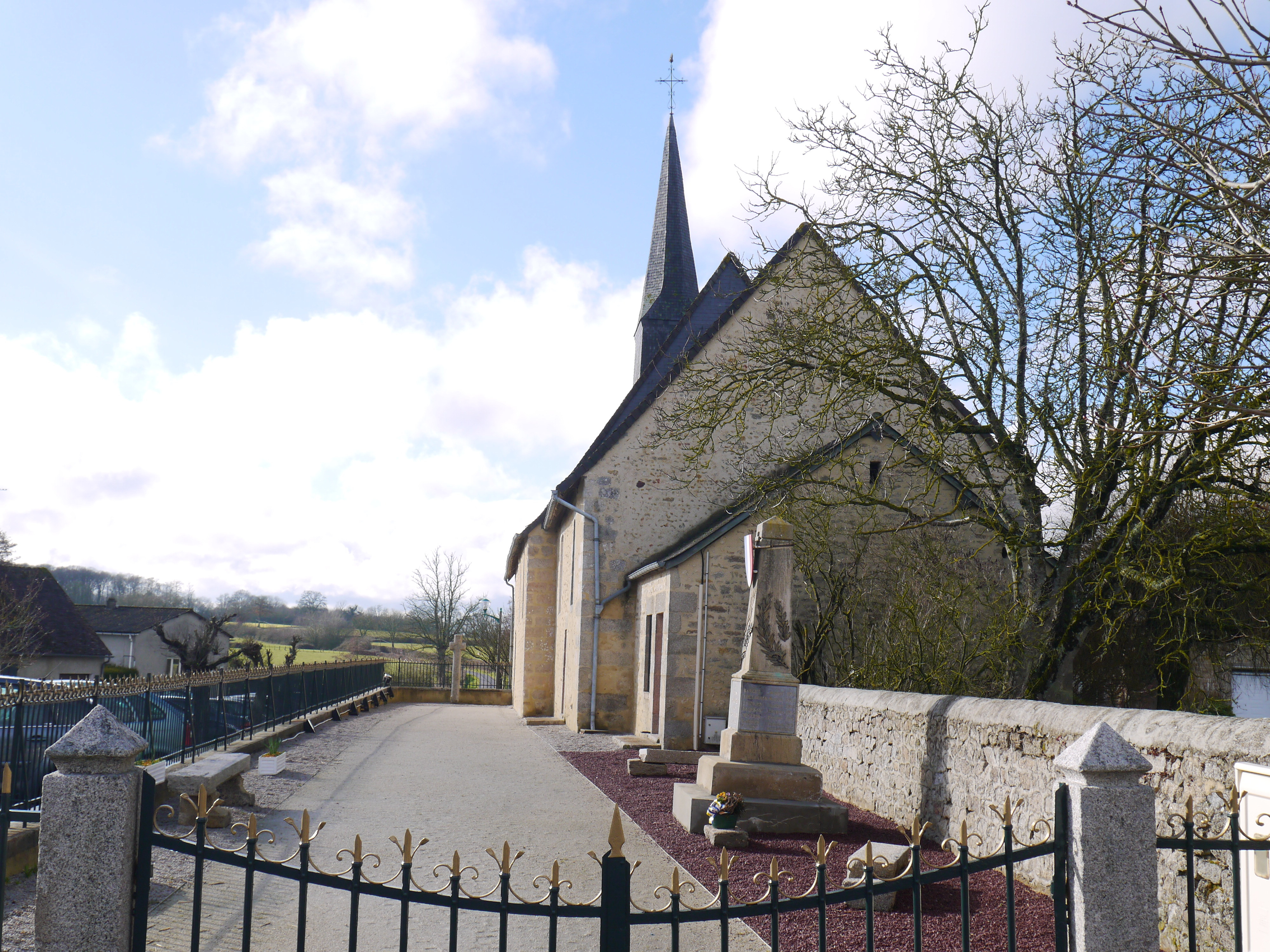
L'église Saint-Martin et le monument aux morts.

### Héraldique
| Blason de Hauterive | Blason  | Parti : au 1er de sinople à une tête de cheval coupée d'argent, bridée de gueules, au 2d de gueules à deux léopards d'or, armés et lampassés d'azur, l'un au-dessus de l'autre, le tout sommé d'un chef d'argent à la fasce d'azur chargée de l'inscription « HAUTERIVE » en lettres capitales d'argent. |
| Blason de Hauterive | Détails | Les léopards d'or sur champ de gueules rappellent les armes de la Normandie Armoiries utilisées par la commune. |